# دقة زار (فلم)
دقة زار هو فيلم مصري عرض عام 1986، بطولة فريد شوقي وعزت العلايلي وبوسي وسهير البابلي ومحمد العربي، ومن إخراج أحمد ياسين.

## قصة الفيلم
تدعي الدجالة توحيدة لمعزوزة أنها محرم عليها الزواج من عالم الأنس حتى تضمن بقاءها في العمل لديها، لذلك ترفض معزوزة الزواج من مسعود، تكتشف أنصاف أن مخدومتها توحيدة قتلت الكودية مرجانة وسرقت مصاغها بالاشتراك مع (أبو الريش)، يقرر أبو الريش الزواج من معزوزة وتدعي لها توحيدة أنه الجن سلطان. تثور أنصاف فهي على علاقة به، ينجح مسعود في إقناع معزوزة بتخاريف توحيدة ويتفقان على الزواج.

## طاقم التمثيل
- فريد شوقي: (الحاج إسماعيل أبو الريش)
- عزت العلايلي: (مسعود)
- بوسي: (معزوزة)
- سهير البابلي: (الست توحيدة - الدجالة)
- محمد العربي: (الدكتور صالح)
- محمد الشويحي: (ابن ميمونه - مساعد توحيدة)
- أمل إبراهيم: (إنصاف)
- ولاء فريد: (عزة)
- رشاد عثمان: (الريس غراب)
- ماهر لبيب: (المِعلم عوضين)
- أحمد سامي عبد الله: (عم درويش - والد معزوزة)
- قدرية كامل: (والدة عزة)
- السيد طليب: (ضرغام - العفريت)
- بدرية عبد الجواد: (الست جمالات)
- شفيق الشايب: (محسن)
- حسين عرعر: (القهوجي)
- نعمات عبد الناصر: (أم سيد)

## فريق العمل
- إخراج: أحمد ياسين
- قصة: محمد الفيل
- سيناريو وحوار: مصطفى محرم
- مدير التصوير: عصام فريد
- مونتاج: حسين عفيفي
- موسيقى تصويرية: حسن أبو السعود
- إنتاج: آرت كولور (أحمد نديم)
- توزيع داخلي: أفلام صوت الفن
- توزيع خارجي: الكوميدى ستارز 80